# جزیره (فیلم ۲۰۰۵)
جزیره (به انگلیسی: The Island) یک فیلم سینمایی آمریکایی در ژانر علمی تخیلی و دلهره‌آور محصول سال ۲۰۰۵ به کارگردانی و تهیه‌کنندگی مایکل بی با بازی ایوان مک‌گرگور و اسکارلت جوهانسون است. بودجه فیلم ۱۲۶ میلیون دلار بوده ولی فروش فیلم در سراسر دنیا فقط به ۱۶۲ میلیون دلار رسید و در نتیجه این فیلم سینمایی تبدیل به یک بمب گیشه شد.

## داستان
لینکن سیکس اکو (ایوان مک‌گرگور) جوانی است که در جامعه‌ای در بسته زندگی می‌کنند. ویژگی اصلی ساکنان این جامعه اطاعت محض و پرهیز از هرگونه کنجکاوی است. آن‌ها بازمانده یک آلودگی جهانی هستند که حق خروج از این مکان را ندارند و تنها امیدشان زندگی در یک جزیره خوش آب و هوا است ولی چون برای آن‌ها امکان ندارد که همگی به آنجا بروند به‌طور شانسی هر هفته یک نفر انتخاب می‌شود به جزیره می‌رود. اما لینکن با کنجکاوی اش از آنجا خارج می‌شود متوجه می‌شود که تمامی این حرف‌ها دروغ بوده و آن‌ها منبع اعضای پیوندی هستند و هر کسی که اصطلاحاً به جزیره می‌رود در اصل تمام اعضای بدنش کنده می‌شود و برای پیوند فرستاده می‌شود. در اینجا او برای نجات جان خود و دوستش جوردن تو دلتا (اسکارلت جوهانسون) دست به فرار می‌زند و…